# Plectranthias parini
Plectranthias parini là một loài cá biển thuộc chi Plectranthias trong họ Cá mú. Loài này được mô tả lần đầu tiên vào năm 1991.

## Phân bố và môi trường sống
P. parini có phạm vi phân bố nhỏ hẹp ở vùng biển Đông Nam Thái Bình Dương. Loài này được tìm thấy tại đảo Salas y Gómez và đảo Phục Sinh (đều thuộc chủ quyền của Chile), được thu thập ở độ sâu khoảng 272 m.

## Mô tả
Cơ thể của P. parini có 2 sọc rộng màu đỏ: một nằm bên dưới nửa sau của gai vây lưng và một nằm ở nửa phía sau của vây lưng, liền kề với cuống đuôi.